# Barboși, Galați
Barboși este un cartier în sudul orașului Galați, pe malul stâng al Siretului cu aproximativ 200 de locuitori. Este un nod de cale ferată pe linia Galați-Făurei-București. De aici se desprinde ramura de cale ferată care pleacă spre Tecuci.
În apropiere, pe terasa superioară a malului stâng al Siretului, pe dealul Tirighina, se găsesc vestigiile unei așezări romane (castru), un fel de cap de pod al castrului de pe malul drept al Dunării de la Dinogeția.
În locul "Tirighina (Gherghina)" unde se află o așezare dacică și romană s-au descoperit în 1884  șase lekythoi (sec. V e.n.). De asemenea de-a lungul timpului s-au găsit monede din Histria, Thasos, Dyrrhachium, Apollonla, Tomis și Maroneia în săpăturile sistematice.
Este de menționat, de asemenea, rezervația fosiliferă Tirighina.